# (18122) Forestamartin
(18122) Forestamartin est un astéroïde de la ceinture principale.

## Description
(18122) Forestamartin est un astéroïde de la ceinture principale. Il fut découvert le 4 juillet 2000 à la station Anderson Mesa par le programme LONEOS. Il présente une orbite caractérisée par un demi-grand axe de 2,93 UA, une excentricité de 0,12 et une inclinaison de 2,3° par rapport à l'écliptique.

## Compléments